# 苏珊·埃克伦德
苏珊·埃克伦德（丹麥語：Susan Ekelund，1995年5月11日—），丹麥女子羽毛球運動員。

## 簡歷
2017年4月，苏珊·埃克伦德出戰克羅地亞羽毛球國際賽，除了與Rasmus Rylander合作拿得混合雙打比賽亞軍外，也與埃米莉·阿尔斯特鲁普合作打進女子雙打比賽準決賽。

## 主要比賽成績
只列出曾進入準決賽的國際賽事成績：
| 年份   | 賽事                 | 公開賽級別 | 項目     | 拍檔                | 成績   |
| ------ | -------------------- | ---------- | -------- | ------------------- | ------ |
| 2017年 | 克羅地亞羽毛球國際賽 | 未來系列賽 | 女子雙打 | 埃米莉·阿尔斯特鲁普 | 準決賽 |
| 2017年 | 克羅地亞羽毛球國際賽 | 未來系列賽 | 混合雙打 | Rasmus Rylander     | 亞軍   |
| 2017年 | 保加利亞羽毛球公開賽 | 國際系列賽 | 混合雙打 | 米克尔·斯托弗森     | 準決賽 |
| 2017年 | 波蘭羽毛球國際賽     | 國際系列賽 | 混合雙打 | 米克尔·斯托弗森     | 準決賽 |
| 2018年 | 捷克羽毛球國際賽     | 國際系列賽 | 女子雙打 | 莱恩·弗莱舍         | 準決賽 |
| 2018年 | 威爾斯羽毛球國際賽   | 國際系列賽 | 女子雙打 | 莱恩·弗莱舍         | 亞軍   |
| 2018年 | 威爾斯羽毛球國際賽   | 國際系列賽 | 混合雙打 | 米克尔·斯托弗森     | 準決賽 |
| 2019年 | 挪威羽毛球國際賽     | 國際系列賽 | 混合雙打 | 米克爾·斯托弗森     | 準決賽 |
| 2019年 | 土耳其羽毛球公開賽   | 國際系列賽 | 混合雙打 | 米克爾·斯托弗森     | 冠軍   |

| 2007-2017年 | 首要超級賽 | 超級賽 | 黃金大獎賽 | 大獎賽 | 國際挑戰賽 | 國際系列賽 | 未來系列賽 | 其他 |

| 2018-2026年 | 總決賽 | 超級1000賽 | 超級750賽 | 超級500賽 | 超級300賽 | 超級100賽 | 國際挑戰賽 | 國際系列賽 | 未來系列賽 | 其他 |